# Detre Szabolcs
Detre Szabolcs (Budapest, 1947. március 7. –) olimpiai bronzérmes vitorlázó, síelő.

## Életrajz
Édesapja Detre László csillagász, 1943-tól 1974-ig a svábhegyi obszervatórium igazgatója, akadémikus. Édesanyja Balázs Júlia, az első magyar csillagásznő. A Vasas SC serdülő, majd ifi labdarúgójaként kezdte sportpályafutását. 1957-től 1974-ig a MAFC síelője volt. 1964-től 1966-ig négyszeres ifjúsági csapatbajnok, háromszoros egyéni ifi bajnok, a felnőtt válogatott tagja volt több éven keresztül.
A vitorlázásversenyzést 1966-ban kezdte el a MAFC-ban. Első sikerük ikertestvérével 1972-ben a Genfi-tavon harmadik helyezés volt a Svájci nemzetközi bajnokságon és abban az évben nyerték az első Magyar Bajnokságukat a Repülő Hollandi osztályban. 1973-tól a Budapesti Spartacus, majd 1989-től a Videoton SE, majd 2003-tól a Kenese Marina Port VSE vitorlázójaként Ikertestvérével, Detre Zsolttal versenyez. Repülő hollandiban az 1980-as moszkvai olimpián (Tallinnban) bronzérmet nyer, ami a sportág első olimpiai érme. Ezt követően az 1983-as Cagliari világbajnokságon a negyedik, 1986-ban Rio de Janeiróban a hetedik helyen végez, ahol futamgyőzelmük is volt. Osztrák, holland, lengyel, olasz és német bajnoki cím védője. 1985-től Soling háromfős hajóosztályban is versenyzett, amelyben hatszor nyert OB-t. Az 1993-as Portorose-i Európa-bajnokságon kilencedik, 1996-ban Balatonfüreden Eb-n hatodik. 1998-ban  az Asso 99, hatfős nagyhajó osztályban versenyez, amellyel 1999-ben Kékszalag győztes. Az 1999-es Garda-tavi Európa-bajnokságon bronzérmesek, 2001-ben ugyanott másodikok, 2002-ben Balatonkenesén ötödikek. 2002-ben Star kétszemélyes olimpiai osztályban testvérével OB-t nyert. Jelenleg huszonkilenc magyar bajnoki cím birtokosa. Az 1980-as években testvérével öt alkalommal kapta meg az év vitorlázója címet.
1973-ban a Budapesti Műszaki Egyetemen szerzett épület-gépészmérnöki diplomát. 1973-tól az IPARTERV tervezőmérnöke. 1992-től a Detre Zsolttal együtt alapított Detre Mérnöki Iroda vezetője.
1983-ban házasodott össze Eperjesi Krisztinával (1955-2003). Két gyermeke van Detre Diána (1983), és Nándor (1985). Ők is versenyszerűen sportoltak. Diána szörf sportágban sokszoros magyar bajnok, kétszeres olimpikon (2008 és 2012). Nándor kosárlabda és labdarúgás sportágakban aktív.

## Díjai, elismerései
- Miniszteri elismerő oklevél (2017)[1]
- A Magyar Érdemrend lovagkeresztje (2022)